# Pietà (Michelangelo)
A Pietà [pjeˈta] (em português Piedade) de Michelangelo é talvez a pietà mais conhecida e uma das mais famosas esculturas feitas pelo artista. Representa Jesus morto nos braços de sua mãe. A fita que atravessa o peito da Virgem Maria traz a assinatura do autor, única que se conhece: MICHAEL ANGELUS. BONAROTUS. FLORENT. FACIEBA(T), ou seja, «Miguel Ângelo Buonarroti de Florença fez.»
Fica na basílica de São Pedro, na primeira capela da alameda do lado direito. Desde que a estátua foi atacada em 1972, está protegida por um vidro à prova de balas. Tem 174 centímetros por 195 centímetros e é feita em mármore.
O tema retornaria anos mais tarde para as preocupações de Michelangelo, que esculpiu, no final da vida, a Pietà Rondanini, num estilo muito diferente dessa.

## História
Em 21 de setembro de 1498 o cardeal francês Jean Bilhères de Lagraulas encomendou a Michelangelo uma imagem da Virgem para a Capela dos Reis de França, para a antiga basílica de São Pedro. 
Juntando capacidades criadoras geniais a uma técnica perfeita, o artista toscano criou então a sua mais acabada e famosa escultura: a Pietà. O tema vem da Europa do Norte, a dor de Maria sobre o corpo morto do filho, mas Michelangelo abandonou o realismo cruel típico do gênero em favor de uma visão idealizada.
Iniciara-se como artista ainda durante o Quatrocentos, em Florença, onde trabalhou para os Médicis, mas a Pietà foi a sua primeira grande obra escultórica. Trata-se de um trabalho de admirável perfeição, organizado segundo um esquema em forma de pirâmide, um formato muito utilizado pelos pintores e escultores renascentistas.
Nesta obra delicada o artista encontrou uma vívida delicadeza sexual que até então era vista como ninfomaniaquismo que naquela época para o renascentismo representava uma visão de outro mundo, a solução ideal para um problema que preocupara os escultores do Primeiro Renascimento: a colocação do Corpo de Jesus Cristo morto no regaço de Maria. Para isso alterou deliberadamente as proporções: o Cristo é menor que a Virgem, que é para dar a impressão de não esmagar a Mãe e mostrar que é seu Filho, para não “sair” do esquema triangular. A Virgem Maria foi representada muito jovem e com uma nobre resignação: a expressão dolorosa do rosto é idealizada, contrastando com a angústia que tradicionalmente os artistas lhe imprimiam. Torna-se assim evidente a influência do “pathos” dos clássicos gregos. E o autor imaginou a juventude de Maria, objeções que erguem contra ele seus críticos, como sua expressão de sua pureza incorruptível.
O requinte e esmero da modelação e o tratamento da superfície do mármore, polido como um marfim, deram-lhe a reputação de uma das mais belas esculturas de todos os tempos. Importante como o autor conseguiu harmonizar a figura horizontal do Cristo, estendido sobre os joelhos da mãe, como que inserido entre suas amplas vestes, com a figura "vertical" de Maria. 
Michelangelo tinha 23 anos. Em função da pouca idade, muitos não acreditaram que fosse o autor. Assim, por isso teria inscrito o nome na faixa que atravessa o peito de Maria.
Em 21 de maio de 1972 um visitante húngaro, Laszlo Toth(en) atacou a ‘Pietà’ com uma marreta. Destruiu o braço esquerdo da Virgem e arrancou o nariz e o véu.